# Siloca sanguiniceps
Siloca sanguiniceps là một loài nhện trong họ Salticidae.
Loài này thuộc chi Siloca. Siloca sanguiniceps được Eugène Simon miêu tả năm 1902.